# Justyna Skrzydło
Justyna Skrzydło, z domu Piątek (ur. 2 kwietnia 1977 w Zawierciu) – polska urzędniczka państwowa i samorządowa, dyplomata oraz anglistka, w latach 2016–2018 podsekretarz stanu w Ministerstwie Infrastruktury i Budownictwa i w 2018 w Ministerstwie Infrastruktury.

## Życiorys
Ukończyła studia z zakresu filologii angielskiej na Wydziale Filologicznym Uniwersytetu Śląskiego. Podyplomowo uzupełniła studia ze służby zagranicznej w Szkole Głównej Handlowej i języka angielskiego w biznesie w Wyższej Szkole Zarządzania Marketingowego i Języków Obcych. Stypendystka Instytutu Spraw Publicznych w Budapeszcie oraz Fundacji Friedricha Eberta w Brukseli.
W latach 1998–2002 zatrudniona w Śląskim Urzędzie Wojewódzkim i Urzędzie Marszałkowskim Województwa Śląskiego, następnie do 2003 kierowała Biurem Regionalnym Województwa Śląskiego przy Unii Europejskiej w Brukseli. Od 2006 do 2007 roku pracowała w Ministerstwie Transportu, odpowiadając za działania skupione na funduszu TEN-T (Transeuropejskiej Sieci Transportowej), m.in. koordynowanie aplikacji, system zarządzania i monitorowanie wykorzystania środków w projektach. W 2007 przeszła do służby dyplomatycznej. W latach 2007–2016 pozostawała członkiem personelu dyplomatycznego w ambasadzie w Danii i Kazachstanie, w tym w latach 2013–2016 sprawowała funkcję wicekonsula w Kazachstanie.
W 2016 zatrudniona w Ministerstwie Infrastruktury i Budownictwa w Departamencie Strategii Transportu i Współpracy Międzynarodowej. 31 sierpnia tego roku objęła stanowisko podsekretarza stanu w ministerstwie, odpowiadając za współpracę międzynarodową. Po reorganizacji w styczniu 2018 roku przeszła na analogiczne stanowisko w Ministerstwie Transportu. Odwołana z funkcji z dniem 21 marca 2018.